# Louis Frédéric

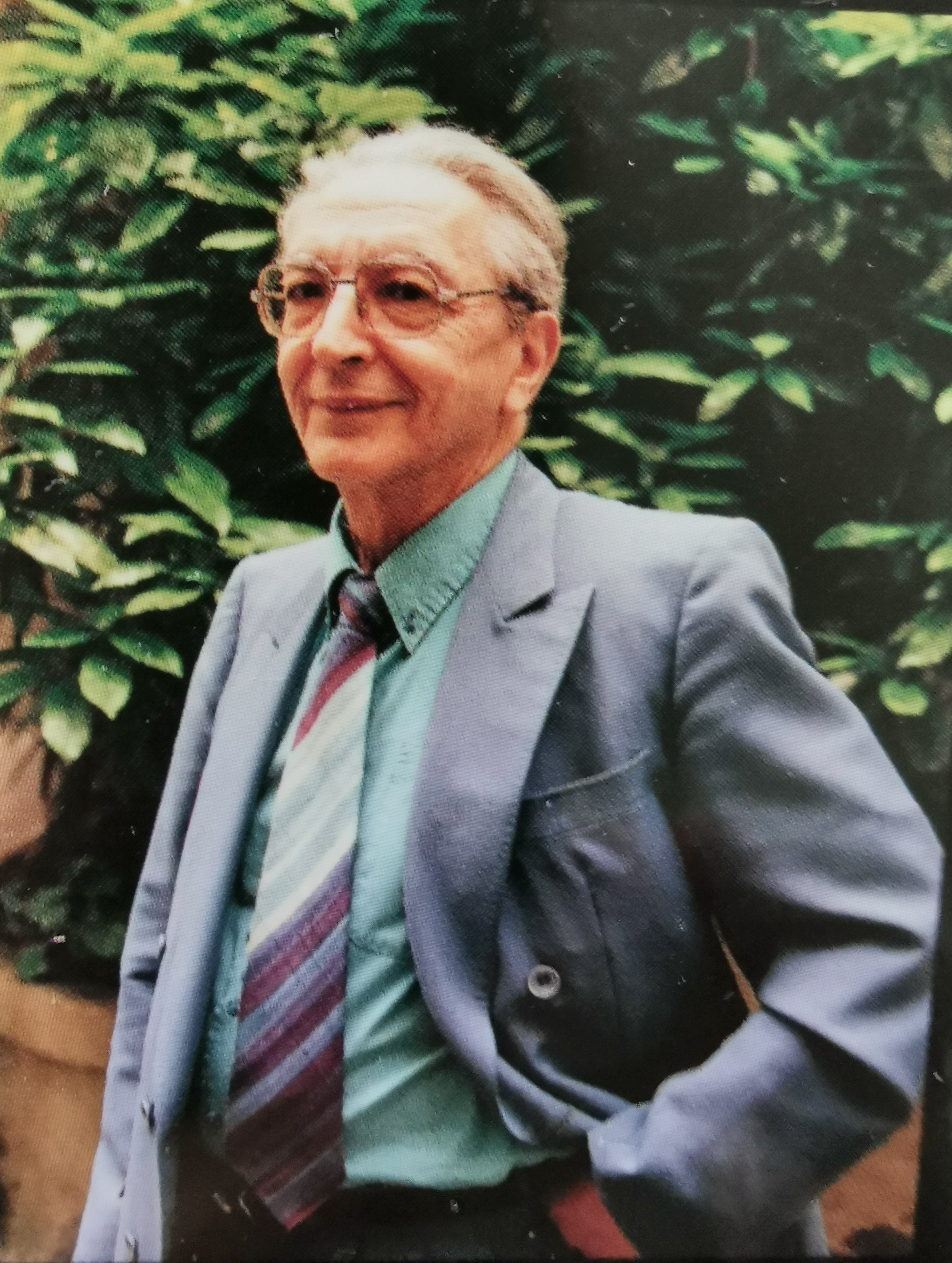
Louis Frédéric (1995)

Louis Frédéric (* 17. Dezember 1923 in Paris als Frédéric Emmanuel Louis Nussbaum; † 24. November 1996 in Quincy-sous-Sénart) war ein auf Südostasien und Japan spezialisierter französischer Kultur- und Kunsthistoriker.
In seinem Werk Buddhismus – Götter, Bilder und Skulpturen legte er eine umfassende Ikonographie vor.
Er gab die umfangreiche Encyclopaedia of Asian civilizations heraus.
Sein 1996 im Original veröffentlichtes Werk Le Japon, dictionnaire et civilisation erschien 2002 in Übersetzung von Käthe Roth auf Englisch als Japan Encyclopedia in der Harvard University Press. In einer Review von Roy Andrew Miller werden die vielen Fehler hierin kritisiert. Diese seien zum einen vermutlich auf fehlerhafte Übersetzungen zurückzuführen, aber zum anderen insbesondere durch den pseudowissenschaftlichen Einfluss der Nihonjinron auf das Werk.

## Werke (Auswahl)
- La vie quotidienne dans la péninsule indochinoise à l’époque d’Angkor (800–1300), Paris, Hachette, 1981 (La vie quotidienne)
- Dictionnaire de la civilisation indienne, Robert Laffont, collection Bouquins, Paris, 1987. ISBN 2221012585
- Le Japon, dictionnaire et civilisation, Robert Laffont, collection Bouquins, Paris, 1996. ISBN 2-221-06764-9
- Buddhismus – Götter, Bilder und Skulpturen. Editions Flammarion, Paris 2003. ISBN 2-08-021001-7
- Encyclopaedia of Asian civilizations (10 Bände)[4]